# Vincenzo Bonazza
Vincenzo Bonazza (Fagnano Castello, 1º agosto 1947 – Fagnano Castello, 1º febbraio 2015) è stato uno scrittore e poeta italiano.

## Biografia
Ha studiato a Trento dove si è laureato in Sociologia, nel 1972. Dopo la laurea emigra in Svizzera dove ha insegnato per qualche tempo alla Università di Friburgo ed è stato molto attivo, politicamente e socialmente, negli ambienti dell'emigrazione. 
Nel 1978 è a Milano dove collabora alle riviste "Il piccolo Hans", "Alfabeta" e "La Gola" di Gianni Sassi.
Agli inizi degli anni novanta ritorna in Calabria, dove ha vissuto fino alla morte, nel 2015. 
Il suo primo libro, L'emigrante, ottenne un notevole successo critico, per le sue particolarità linguistiche, che lo fecero accomunare ai cosiddetti "scrittori selvaggi", ma anche per la sofisticata "cucina" letteraria delle lingue dell'emigrazione.

## Opere principali
- L'emigrante, Dedalo, Bari, 1976.
- La casa di lacca, Dedalo, Bari, 1980.
- Toeletta, Corpo 10, Milano, 1985.[5]
- Quaranta favole, Rubbettino, Soveria Mannelli, 1996.
- Fagnanesi (prima parte), Fagnano Castello, 1999
- La ferita e l'arco, Poesie e poemetti 1973-2006, Rubbettino/Iride Editori, 2008.
- Storia di Tatiana, EbookEditore, (2012)
- Satire, Amazon, (2014)